# Mountains of Time
Mountains of Time es el tercer álbum de estudio de la banda noruega Savoy. Fue lanzado en Noruega el 23 de agosto de 1999 y posteriormente en Suecia el 15 de noviembre del mismo año.
Fue el primer álbum de Savoy en ser lanzado también como edición limitada que, además del álbum original incluye un segundo disco con canciones inéditas y versiones de otras titulado The Bovarnick Twins.
El álbum fue reeditado en Noruega el 14 de julio de 2017 por Apollo Records en vinilo, CD y plataformas digitales, remasterizado por Joe Lambert y con diseño de portada nuevo por Tom Korsvold y texto de Kieron Tyler. En esta versión no obstante, algunas canciones sufren recortes en la duración.

## Lista de canciones
Todas las canciones escritas y compuestas por Lauren & Paul Waaktaar-Savoy. 
| Estándar |                    |          |  |
| N.º      | Título             | Duración |  |
| 1.       | «Man in the Park»  | 5:15     |  |
| 2.       | «Star»             | 4:41     |  |
| 3.       | «End of the Line»  | 4:24     |  |
| 4.       | «Any Other Way»    | 4:34     |  |
| 5.       | «Grind You Down»   | 3:44     |  |
| 6.       | «Bottomless Pit»   | 2:55     |  |
| 7.       | «Mountains»        | 4:23     |  |
| 8.       | «Ocean Floor»      | 4:11     |  |
| 9.       | «Everyone»         | 4:44     |  |
| 10.      | «See What Becomes» | 4:28     |  |
| 11.      | «Break It Gently»  | 2:54     |  |
| 12.      | «Tongue Tied»      | 5:37     |  |
| 51:50    |                    |          |  |

| The Bovarnick Twins disco bonus (edición limitada) |                                                  |          |  |
| N.º                                                | Título                                           | Duración |  |
| 1.                                                 | «The Bovarnick Twins»                            | 4:58     |  |
| 2.                                                 | «This, That and the Other» (versión alternativa) | 4:19     |  |
| 3.                                                 | «Feels Good (To Be This Way)»                    | 3:35     |  |
| 4.                                                 | «Rain» (Unplugged)                               | 4:19     |  |
| 5.                                                 | «Foreign Film» (Rock Version)                    | 3:30     |  |
| 20:41                                              |                                                  |          |  |

## Créditos
- Guitarras, bajo, voz, teclados, programación y arreglos: Paul Waaktaar-Savoy.
- Guitarra rítmica, voz (2, 5, 11): Lauren Savoy.
- Batería, coros: Frode Unneland.
- Clavicord (6): Magne Furuholmen.

- Datos: Q3866485